# Solana de Rioalmar
Solana de Rioalmar è un comune spagnolo di 273 abitanti situato nella comunità autonoma di Castiglia e León.